# پیترلو (فیلم)
پیترلو (انگلیسی: Peterloo) فیلمی در ژانر درام به کارگردانی مایک لی است که در سال ۲۰۱۸ منتشر شد. از بازیگران آن می‌توان به دیوید بامبر، روری کینیار، تیم مک‌اینرنی، اَلیستر مکنزی، لی بوردمن و فیلیپ جکسون اشاره کرد.
این فیلم در ایران با نام کشتار پیترلو به شکل مینی‌سریال از شبکه ۴ پخش شد.